# Spendios
Spendios (en latín: Spendius, en griego antiguo: Σπενδιος) fue uno de los jefes militares de los mercenarios cartagineses rebelados en el 241 a. C., tras la primera guerra púnica. Nacido en la región de la Campania, fue esclavizado por los romanos. Consiguió escapar, vendiendo su espada al servicio de Cartago como mercenario. Allí ascendió a un lugar de honor gracias a su fuerza y coraje.
Al final de la guerra tuvo miedo de ser entregado a los romanos, y por ello fomentó el descontento del resto de los mercenarios, apremiándoles para que no alcanzaran ningún tipo de acuerdo con los cartagineses. Por esta razón, cuando las tropas se amotinaron en masa, fue elegido como su líder, junto a un africano de nombre Matón.
Participó en el sitio de Útica y batalló contra Hannón el Grande durante la guerra Inexpiable, siendo uno de los principales incitadores de la muerte de Giscón y los emisarios de Cartago, junto al propio Matón y el galo Autarito.
Abandonó el cerco de Cartago para enfrentarse a Amílcar Barca al mando de 50 000 hombres. Fue derrotado por el cartaginés, y la mayor parte de su ejército pasado a cuchillo. Spendios fue crucificado frente a los muros de Túnez por órdenes del Barca. Su cadáver cayó posteriormente en poder de Matón, que colgó al general cartaginés Aníbal en esa misma cruz.